# Henri Lemoine
Henri Lemoine (ur. 17 czerwca 1909 w Massy, zm. 21 września 1991 w Malakoff) – francuski kolarz torowy i szosowy, trzykrotny torowy medalista mistrzostw świata.

## Kariera
W 1928 roku Henri Lemoine wystartował na igrzyskach olimpijskich w Amsterdamie, gdzie wspólnie z Hubertem Guyardem zajął piątą pozycję w wyścigu tandemów. Na przełomie lat 20' i 30' przeszedł na zawodowstwo. W 1933 roku wygrał torowe zawody Prix Dupré-Lapize, a rok później powtórzył ten wynik, wygrywając również zawody Prix Goullet-Fogler. Lemoine sześciokrotnie zdobywał medale mistrzostw kraju w wyścigu ze startu zatrzymanego zawodowców, a w 1951 roku zdobył w tej samej konkurencji brązowy medal na torowych mistrzostwach świata w Mediolanie. W zawodach tych wyprzedzili go jedynie Holender Jan Pronk oraz Belg André Leliaert. Brązowe medale zdobył ponadto na mistrzostwach świata w Paryżu w 1952 roku i mistrzostwach świata w Zurychu w 1953 roku. Startował również w wyścigach szosowych, ale bez większych sukcesów. Ostatni występ zanotował w 1958 roku, w wieku 49 lat.